# مسابقات جهانی تنیس روی میز ۱۹۷۱

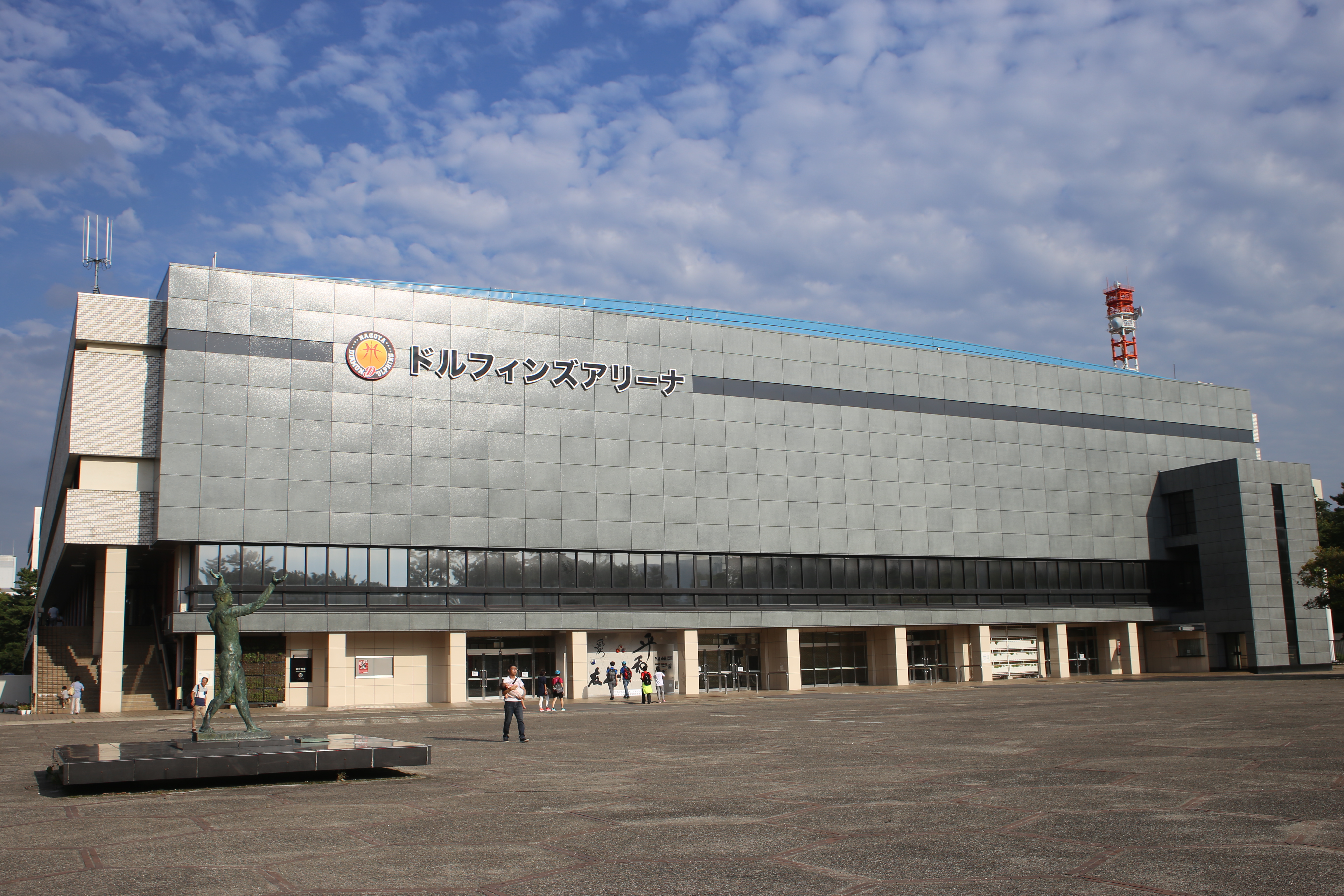
محل برگزاری بازی ها

مسابقات جهانی تنیس روی میز ۱۹۷۱ (انگلیسی: 1971 World Table Tennis Championships) سی و یکمین دوره مسابقات جهانی تنیس روی میز است که در شهر ناگویا، ژاپن برگزار شده است.
این مسابقات از ۲۸ مارس تا ۷ آوریل ۱۹۷۱ در دو بخش تیمی و انفرادی انجام شده است.

## نتایج

### تیمی
| رویداد     | طلا                                                                     | نقره                                                                               | برنز                                                                                              |
| تیمی مردان | چین · Li Furong · Li Jingguang · لیانگ گلیانگ · شی انتینگ · ژوانگ زدونگ | ژاپن · Nobuhiko Hasegawa · Tetsuo Inoue · شیگئو ایتو · میتسورو کونو · Tokio Tasaka | یوگسلاوی · Zlatko Cordas · Milivoj Karakasevic · Istvan Korpa · آنتون استیپانچیچ · دراگوتین شوربک |
| تیمی زنان  | ژاپن · Yasuko Konno · توشیکو کووادا · Emiko Ohba · یوکی اوزکی           | چین · لی لی (بازیکن تنیس روی میز) · لین هویگیانگ · Lin Meiqun · ژنگ منژی           | کرهٔ جنوبی · Choi Jung-Sook · Chung Hyun-Sook · Lee Ailesa · Na In-Sook                            |

### انفرادی
| رویداد        | طلا                         | نقره                             | برنز                             |
| انفرادی مردان | استلان بنگسون               | شیگئو ایتو                       | شی انتینگ                        |
| انفرادی مردان | استلان بنگسون               | شیگئو ایتو                       | دراگوتین شوربک                   |
| انفرادی زنان  | لین هویگیانگ                | ژنگ منژی                         | ایلونا اولیکووا-ووشتوا           |
| انفرادی زنان  | لین هویگیانگ                | ژنگ منژی                         | لی لی                            |
| دونفره مردان  | ایستوان یونیر تیبور کلامپار | لیانگ گلیانگ ژوانگ زدونگ         | Nobuhiko Hasegawa Tokio Tasaka   |
| دونفره مردان  | ایستوان یونیر تیبور کلامپار | لیانگ گلیانگ ژوانگ زدونگ         | Katsuyuki Abe Yujiro Imano       |
| دونفره زنان   | لین هویگیانگ ژنگ منژی       | Mieko Hirano Reiko Sakamoto      | Miho Hamada یوکی اوزکی           |
| دونفره زنان   | لین هویگیانگ ژنگ منژی       | Mieko Hirano Reiko Sakamoto      | Yukiko Kawamorita Setsuko Kobori |
| دونفره مختلط  | Zhang Xielin لین هویگیانگ   | آنتون استیپانچیچ ماریا الکساندرا | Eberhard Scholer دیان رووی       |
| دونفره مختلط  | Zhang Xielin لین هویگیانگ   | آنتون استیپانچیچ ماریا الکساندرا | Tokuyasu Nishii Mieko Fukuno     |